# Princess Peach: Showtime!
Princess Peach: Showtime! (プリンセスピーチ Showtime!, Purinsesu Pīchi Shōtaimu!) est un jeu vidéo d'action-aventure développé par Good-Feel et édité par Nintendo, sorti le 22 mars 2024 sur Nintendo Switch. Il s'agit du premier jeu dans laquelle la princesse Peach tient le rôle de personnage principal depuis Super Princess Peach (2006).

## Univers

### Trame
Un jour, dans le Royaume Champignon, un Toad reçoit un prospectus annonçant un spectacle au Théâtre de l'Étincelle. La Princesse Peach et quelques Toads décident de s'y rendre. Soudain, l'infâme Syrah et sa Grappe maléfique envahissent le théâtre et s'en emparent. Peach fait équipe avec Stella, la gardienne du théâtre, pour les arrêter.

### Personnages
Dans Princess Peach: Showtime!, les protagonistes sont d'une part, la Princesse Peach qui doit sauver le Théâtre de l'Étincelle et d'autre part, Stella qui est la gardienne féerique de ce même théâtre. Cette dernière aide Peach en lui donnant des pouvoirs de ruban et en lui permettant de se transformer.
L'antagoniste principal du jeu est Syrah. C'est une sorcière maléfique qui prend le contrôle du Théâtre de l'Étincelle avec l'aide de ses serviteurs, la Grappe maléfique.

## Système du jeu

### Transformations
Lors de la première annonce le 14 septembre 2023, le jeu propose quatre transformations de Peach ce qui lui confère des capacités différentes comme épéiste, détective, pâtissière et kung-fu. Le 23 janvier 2024, une autre annonce deux autres transformations comme ninja et western.
Dans Princess Peach: Showtime!, la princesse Peach dispose de dix transformations qui incluent épéiste, détective, pâtissière, kung-fu, ninja, western, patineuse, voleuse, sirène et superhéroïne. Pour chaque transformation, elle dispose de nouvelles compétences.

## Développement

### Annonces
Le jeu est présenté pour la première fois au cours du Nintendo Direct de juin 2023, aux côtés de Super Mario RPG et Luigi's Mansion 2 HD. La bande-annonce dévoile une nouvelle transformation que Peach subit au cours du jeu, qui rend sa robe bleu pâle si elle se tient à un endroit précis de la scène. Pendant la transformation, Stella, qui n'a pas encore été nommée, se transforme en ruban et tourne autour d'elle, prenant la couleur de sa robe. La même transformation apparaît dans le Nintendo Direct de septembre 2023, révélant qu'elle transforme Peach en épéiste.
En octobre 2023, la jaquette du jeu est modifiée pour donner à Peach des expressions faciales plus déterminées, lesquelles sont comparables à l'apparence de Peach dans le long métrage Super Mario Bros. le film,,.